# Agenville
Agenville (picardisch: Ginville) ist eine nordfranzösische Gemeinde mit 82 Einwohnern (Stand 1. Januar 2022) im Département Somme in der Region Hauts-de-France. Die Gemeinde liegt im Arrondissement Amiens und ist Teil der Communauté de communes du Territoire Nord Picardie und des Kantons Doullens.

## Geographie
Die Gemeinde liegt rund 23,5 km nordöstlich von Abbeville und rund 7 km nordwestlich von Bernaville an der Départementsstraße D56 von Beaumetz nach Crécy-en-Ponthieu. Sie besitzt einen gemeinsamen Komplex von Schule und Mairie mit der Nachbargemeinde Domléger-Longvillers im Arrondissement Abbeville.

## Geschichte
Im Hundertjährigen Krieg wurde der Ort in der Folge der Schlacht von Crécy 1346 großenteils zerstört. Auf diese Zeit sollen auch die Souterrains zurückgehen. Agenville besaß eine Priorei und war ein Pilgerzentrum.
1944 wurde Agenville bei Bombenangriffen zu 95 % zerstört. Als Anlass wird eine Raketenabschussrampe der Wehrmacht in der Nähe genannt.  Nach dem Zweiten Weltkrieg wurde der Ort modern wieder aufgebaut.

## Einwohner
| 1962 | 1968 | 1975 | 1982 | 1990 | 1999 | 2006 | 2011 |
| ---- | ---- | ---- | ---- | ---- | ---- | ---- | ---- |
| 107  | 103  | 95   | 89   | 84   | 91   | 105  | 111  |

## Verwaltung
Bürgermeister (maire) ist seit 1995 Dany Petit.

## Sehenswürdigkeiten

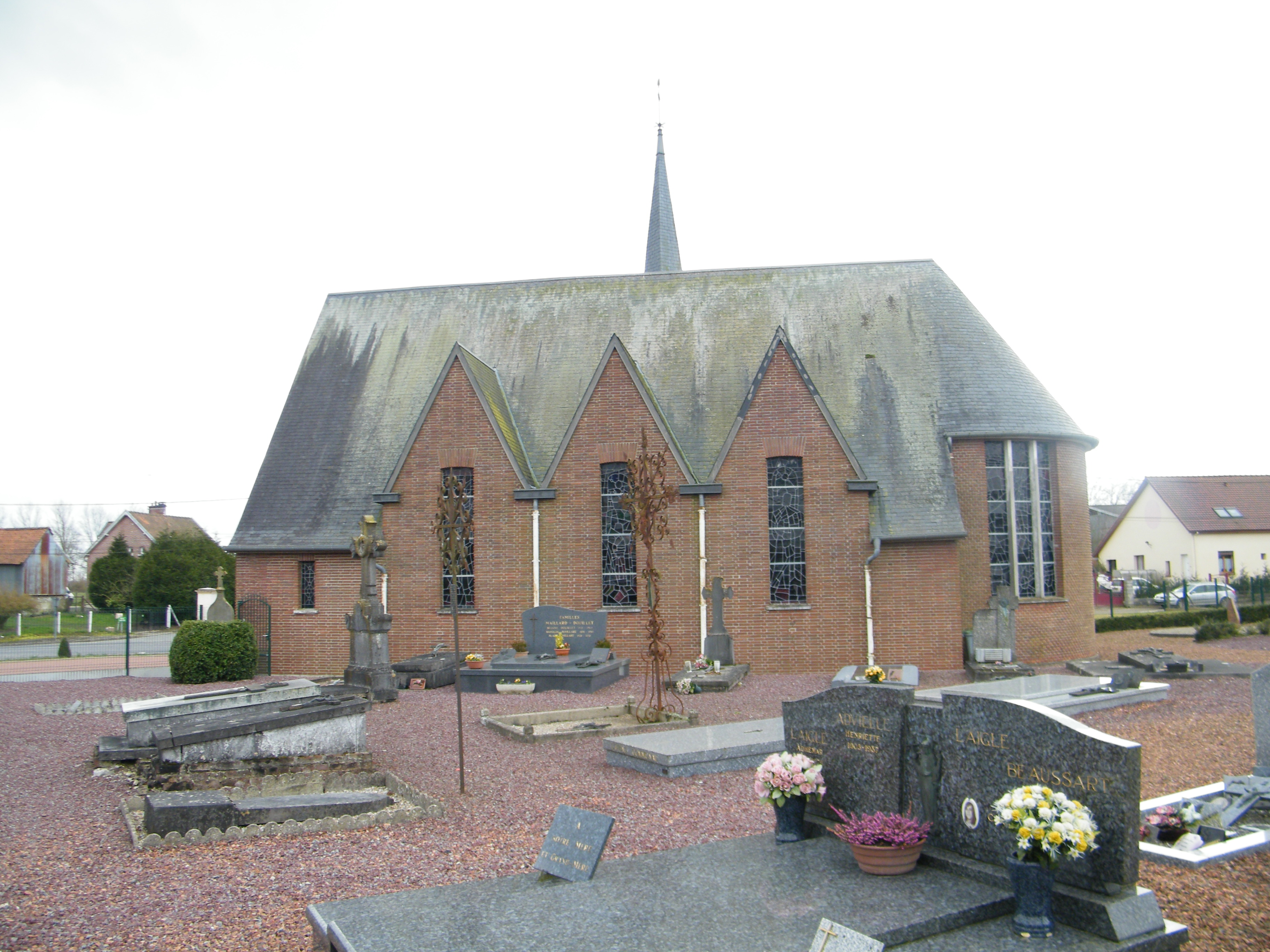
Kirche Saint-Sauveur

- Kirche Saint-Sauveur .
- Flurkreuz am Friedhof